# Bahnhof Chūsetsu
Der Bahnhof Chūsetsu (jap. 忠節駅, Chūsetsu-eki) war ein Bahnhof auf der japanischen Insel Honshū. Er wurde von der Bahngesellschaft Meitetsu (Nagoya Tetsudō) betrieben und befand sich in der Präfektur Gifu auf dem Gebiet der Stadt Gifu. Chūsetsu bildete den Übergang zwischen einer Straßenbahnlinie und einer daran anschließenden Bahnstrecke in die nordwestlichen Vororte.

## Beschreibung
Der Bahnhof lag im Stadtteil Hikarimachi, etwa 300 Meter nördlich der Chūsetsu-Brücke über den Fluss Nagara. Hier befand sich der Übergang zwischen der Straßenbahn Gifu und der Meitetsu Ibi-Linie in Richtung Ibigawa, die beide durch die Bahngesellschaft Meitetsu (Nagoya Tetsudō) betrieben wurden. Die ebenerdige Anlage war von Osten nach Westen ausgerichtet und war ein kombinierter Durchgangs- und Kopfbahnhof. Das nördliche Gleispaar (Gleise 1 und 2) lag an zwei Seitenbahnsteigen, das stumpf endende südliche Gleispaar (Gleise 3 und 4) an einem Mittelbahnsteig. Zuletzt wurden die Gleise am Mittelbahnsteig nur noch selten genutzt, da die Ibi-Linie und die Straßenbahn betrieblich miteinander verknüpft waren und deshalb fast alle Züge die Durchgangsgleise befuhren. Der Zugang zu Gleis 4 erfolgte über einen mit Schranken gesicherten Bahnübergang.

## Bilder

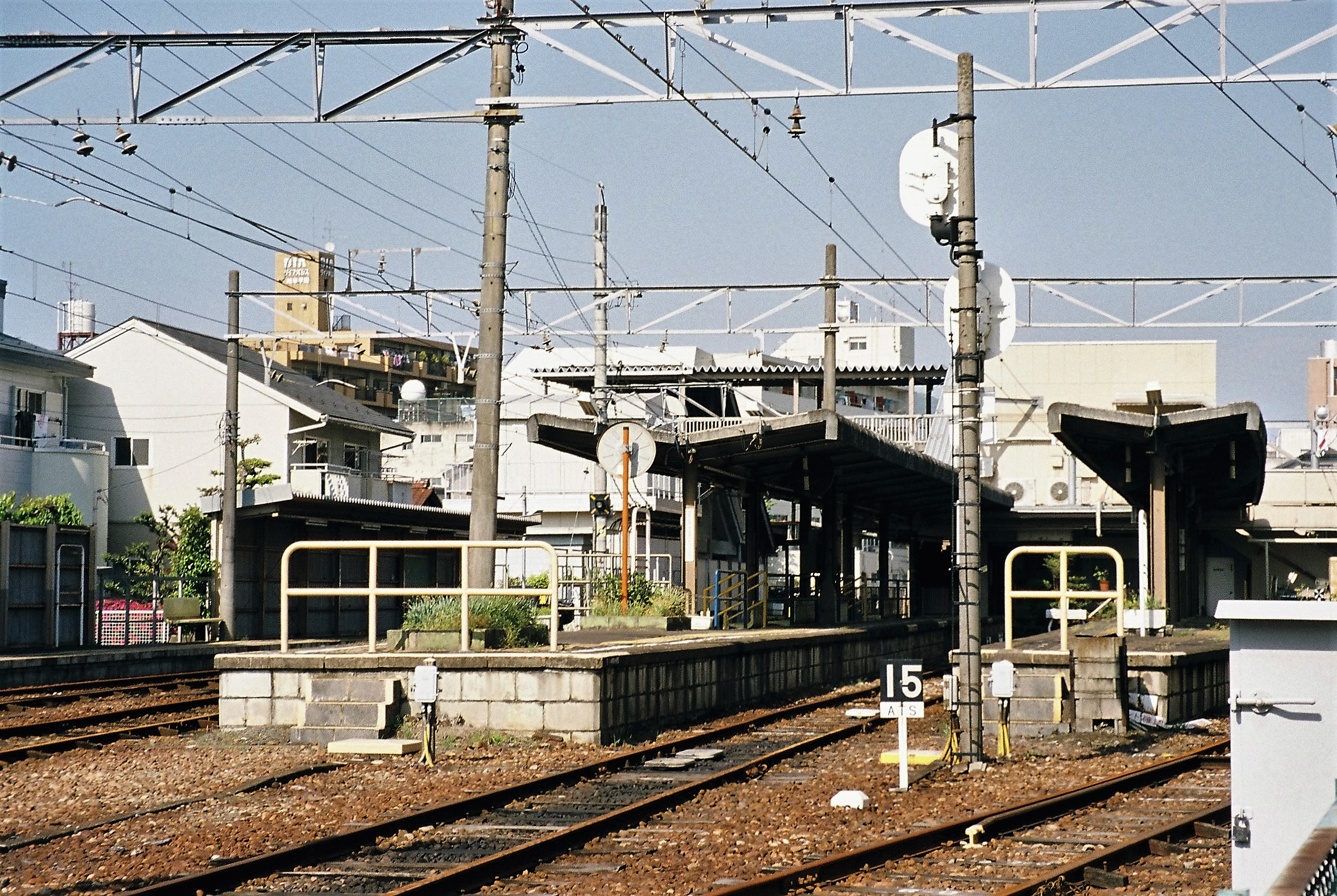
Ansicht des Bahnhofs (März 2005)
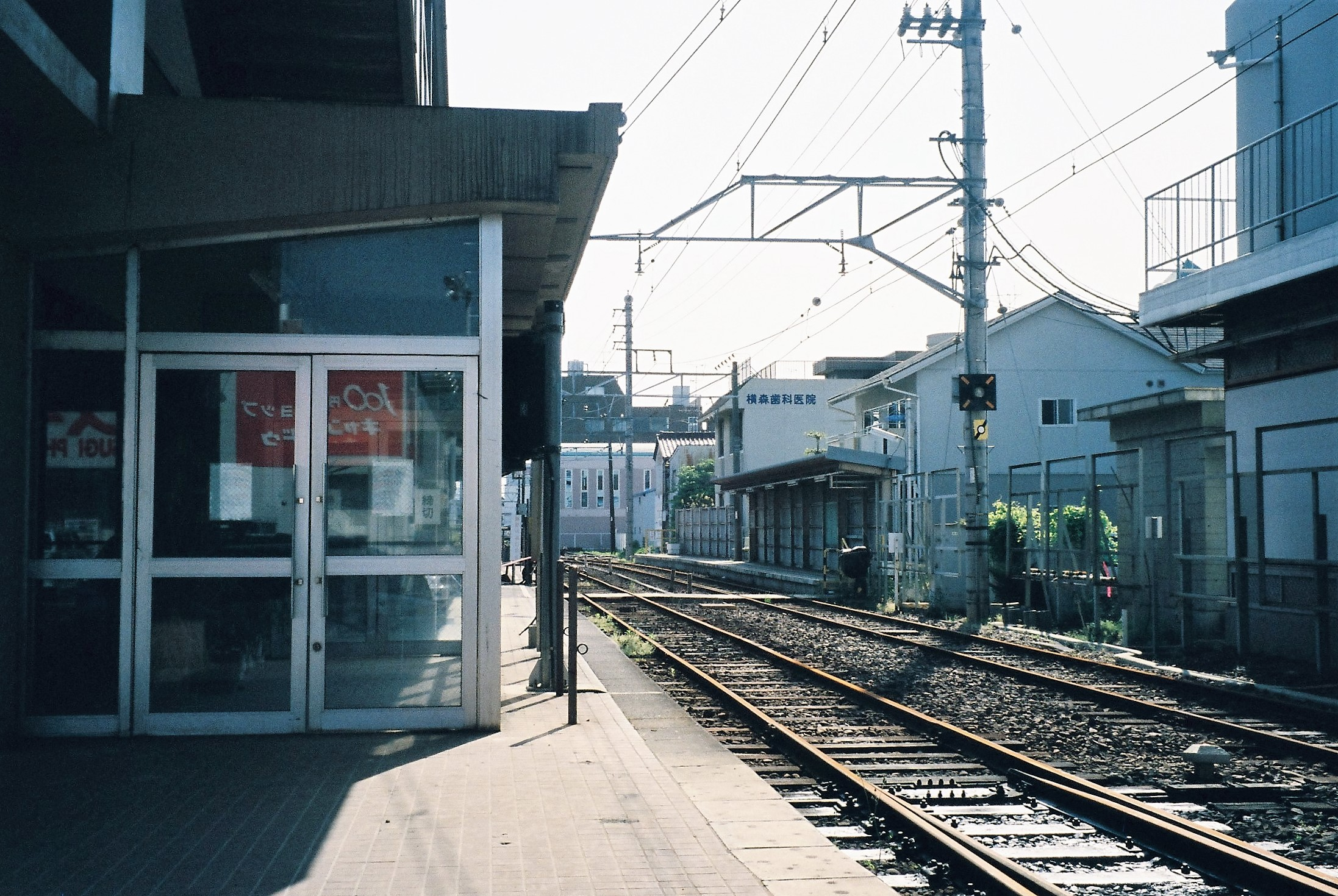
Durchgangsgleise 3 und 4 (Mai 2005)
Gleisplan
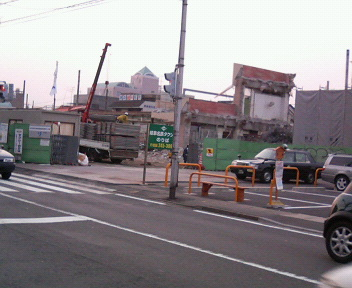
Abbruch des Bahnhofsgebäudes (Januar 2007)

## Geschichte
Die Bahngesellschaft Gihoku Keibentetsudō eröffnete den Bahnhof am 29. März 1914 zusammen mit dem ersten Abschnitt der Vorortbahn bis Mino-Kitagata. 1921 ging sie in der Mino Denki Kidō auf, der Betreiberin der Straßenbahn Gifu und weiterer Bahnen im Umland. Zwar führte die Straßenbahn seit 1925 bis zur Haltestelle Chūsetsubashi, doch um zur Vorortbahn zu gelangen, mussten die Fahrgäste weiterhin die Brücke über den Nagara zu Fuß überqueren. 1930 gelangte der Bahnhof in den Besitz der Meigi Tetsudō, 1935 an die Meitetsu. Aufgrund von Arbeiten in Zusammenhang mit der Nagara-Gewässerkorrektion war der Abschnitt Chūsetsu–Shikke vom 4. August 1938 bis zum 13. Februar 1939 unterbrochen. Der Bahnhof wurde am 1. August 1948 an einen provisorischen Standort verlegt und lag an einem Behelfsbahnsteig, der noch aus der Zeit der Gewässerkorrektion stammte. Ebenso besaß er ein hölzernes Empfangsgebäude, das zeitgenössischen Berichten zufolge dem buddhistischen Tempel Kegon-ji nachempfunden war.
Am 1. November 1948 verlängerte die Meitetsu die Straßenbahn über die neu erbaute Nagara-Brücke bis zur Haltestelle Sōden, unweit des provisorischen Bahnhofs gelegen. Später begann der Bau eines neuen Bahnhofs Chūsetsu am definitiven Standort, der am 1. Juli 1953 in Betrieb ging. Vorerst nutzte ihn nur die Straßenbahn, ab 21. Dezember 1954 auch die Ibi-Linie. Beide Linien waren nun physisch miteinander verbunden, dennoch war weiterhin Umsteigen erforderlich. Dies änderte sich 1967, als die Meitetsu umsteigefreie Verbindungen von der Ibi-Linie zur Straßenbahn anzubieten begann, vor allem während der Hauptverkehrszeit. Anschließend ließ sie ein neues Empfangsgebäude mit vier Stockwerken errichten, das ab 26. Mai 1972 zur Verfügung stand. Hauptnutzerin war die Supermarkt-Kette Meitetsu Store (später Meitetsu Palais), die wie die Bahngesellschaft zur Meitetsu Group gehörte.
Ab dem Fahrplanwechsel vom 6. April 1998 verkehrten sämtliche Züge der Ibi-Linie auch auf dem Straßenbahnnetz, womit das Umsteigen vollständig entfiel. Als die Betriebseinstellung absehbar war, zog Meitetsu Palais im Februar 2000 aus dem Empfangsgebäude aus. Dieses wurde ein halbes Jahr später abgerissen (das angrenzende Parkhaus blieb vorderhand bestehen). Am 1. April 2005 legte die Meitetsu sowohl die Ibi-Linie als auch die Straßenbahn still. Im März 2007 erfolgte der Abriss der restlichen Bahnanlagen und des Parkhauses. Auf dem frei gewordenen Gelände entstand daraufhin eine Filiale der Supermarkt-Kette Frante.